# Pseudoomphalina kalchbrenneri
Pseudoomphalina kalchbrenneri là một loài nấm trong họ Tricholomataceae, và là loài điển hình của chi Pseudoomphalina. Ban đầu được mô tả với danh pháp Omphalia kalchbrenneri bởi nhà nghiên cứu nấm Ý Giacomo Bresadola, loài này được chọn là loài điển hình của chi mới được thiết lập lúc đó Pseudoomphalina bởi Rolf Singer vào năm 1958. Loài nấm này phân bố ở Bắc Mỹ và châu Âu.